# Gouden Poort (Jeruzalem)
De Gouden Poort (Hebreeuws: שער הרחמים Sha'ar HaRachamim, Arabisch: باب الرحمة Bāb ar-Raḥma) is een van de poorten in de stadsmuur rond de Oude Stad van Jeruzalem. De poort bevindt zicht in het oostelijk deel van de stadsmuur, ten zuiden van de Leeuwenpoort. De Gouden Poort komt direct op de Tempelberg uit. De rijk geornamenteerde archivolt stamt uit de tijd van de Byzantijnse keizer Herakleios, die in 630 gebouwd werd naar aanleiding van het terugvoeren van het Heilig Kruis na de oorlog tegen de Sassaniden.
In de christelijke traditie was de Gouden Poort de plaats waar Joachim en Anna, de ouders van Maria, elkaar ontmoetten. Door deze poort kwam Jezus als messias Jeruzalem in. De Gouden Poort werd aan het eind van de Joodse opstand in het jaar 70 verwoest. In de tijd van de kruistochten werd de Gouden Poort tweemaal per jaar geopend: voor een processie met Palmpasen en bij het feest van de Kruisverheffing.
Sultan Süleyman de Grote liet de stadsmuren van Jeruzalem in de periode 1537–1541 herbouwen, waarbij hij uitging van de fundamenten van de antieke stadsmuren. De Gouden Poort werd op bevel van Suleiman dichtgemetseld en verzegeld. Direct achter de poort kwam een begraafplaats.

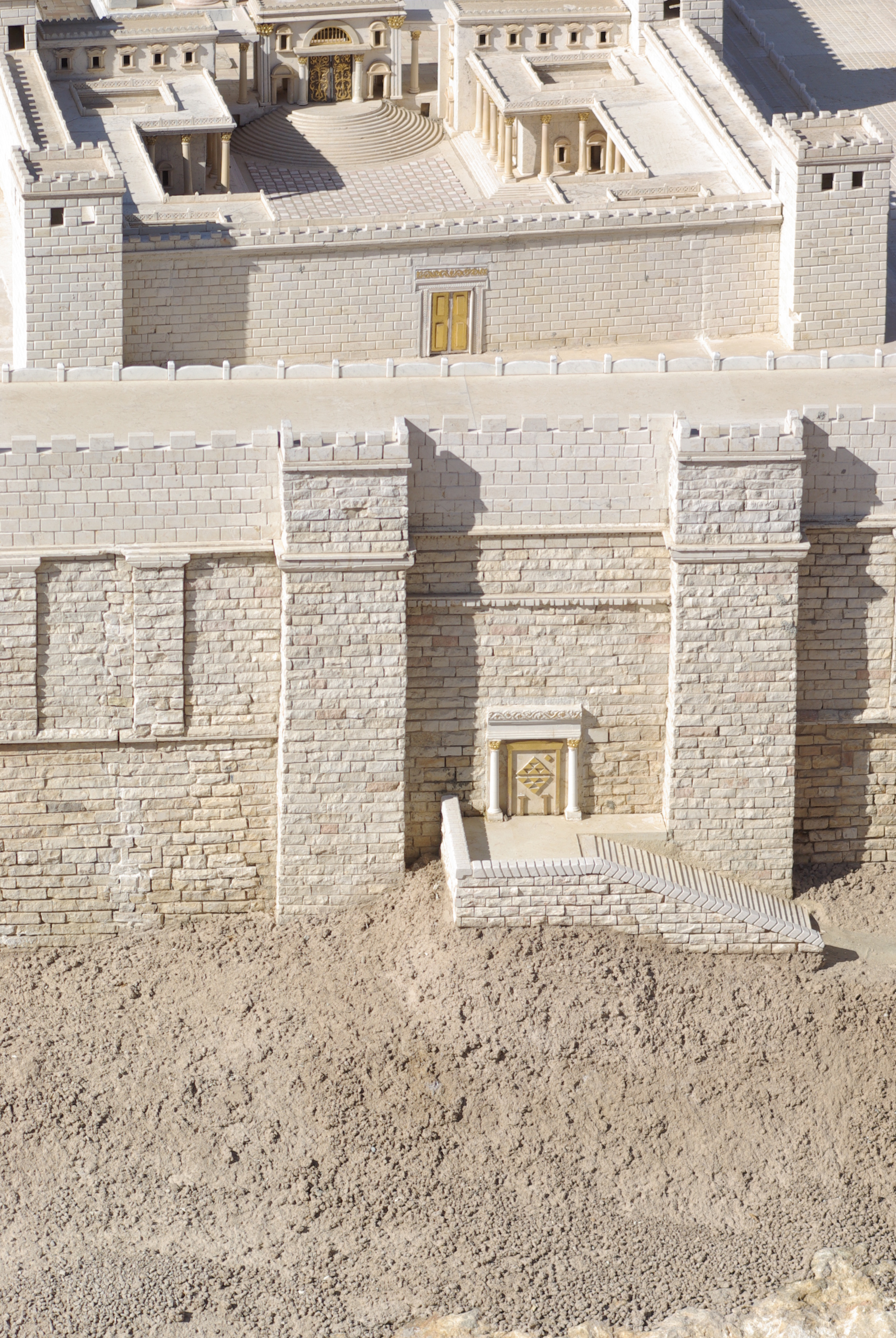
Model van de Gouden Poort aan het begin van de jaartelling
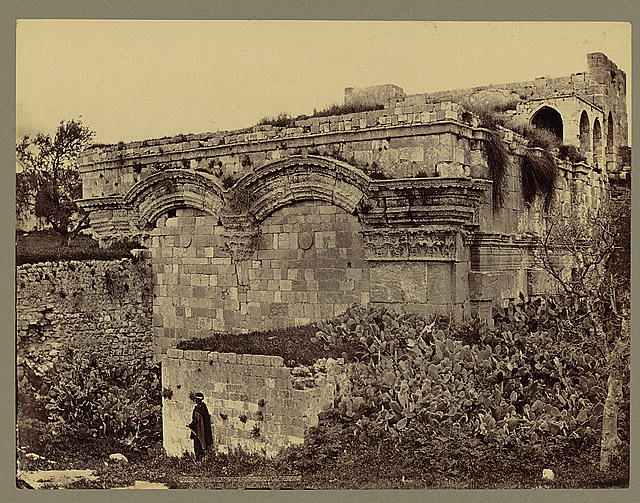
Gouden Poort rond 1860
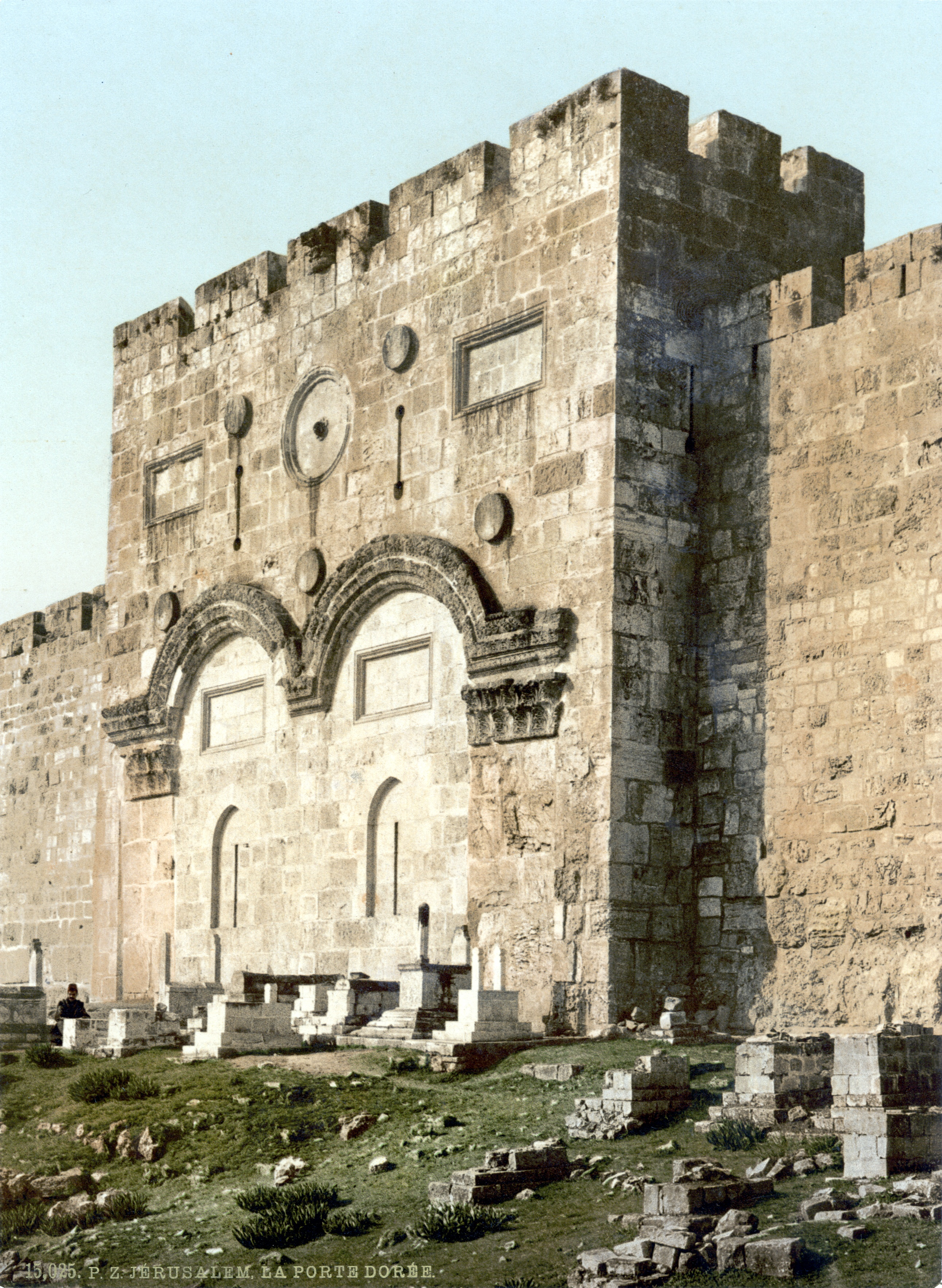
Gouden Poort rond 1900
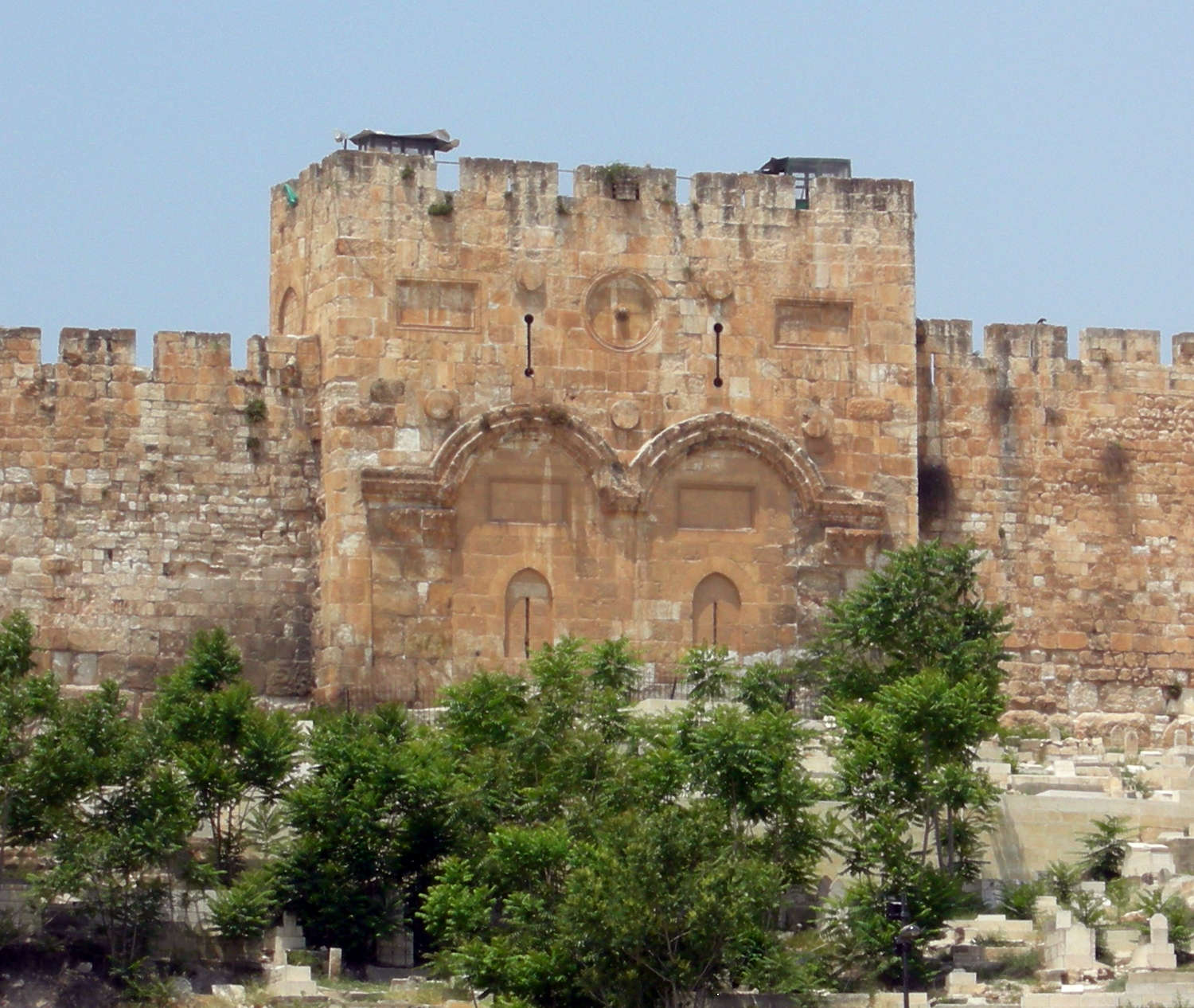
Gouden Poort, 2009